# Émile Mayade

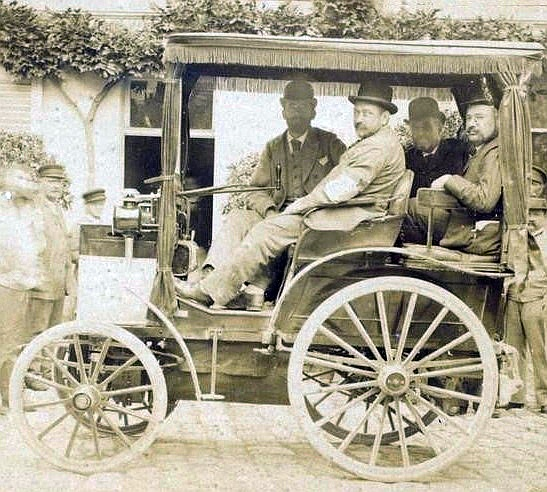
Émile Mayade za volantem vozu Panhard & Levasssor během závodu Paříž-Rouen v roce 1894

Émile Louis Mayade (21. srpna 1853, Clermont-Ferrand – 18. září 1898, Chevanceux, departement Charente-Maritime) byl francouzský průkopník automobilismu a automobilový závodník.
Mayade byl jedním z prvních zaměstnanců René Panharda a Émile Levassora, kteří v Paříži vyráběli automobily Panhard & Levassor (později Panhard). Byl také vedoucím výroby.
S vozem Panhard také startoval při vůbec prvním závodu Grand Prix Francie v roce 1894 na 127 kilometrů dlouhé trati Paříž-Rouen. Dojel sedmý. O rok později závod Paříž–Bordeaux–Paříž s délkou 1178 km dokončil 25. února jako šestý. Největším úspěchem je vítězství v závodě Paříž–Marseille–Paříž sezóny 1896 o délce 1710 km. Mayade vyhrál s průměrnou rychlostí 25 km/h v celkovém čase 67:42.58, mimo jiné zvítězil i v posledních třech denních etapách z celkových deseti. V tomto závodě se vážně zranil jeho týmový kolega Émile Levassor, který následující jaro na následky zranění zemřel.
Mayade se od 14. listopadu 1896 účastnil historické jízdy The Emancipation Act na 86 km dlouhé trase z Londýna do Brightonu. Zde dojel čtvrtý za dvěma motorovými tricykly Léona Bollée a dalším vozem Panhard & Levassor. Vozidlo, s nímž Mayade startoval, poté zůstalo ve Spojeném království a v roce 1897 jej za 1200 liber koupil Charles Rolls. Vůz existuje dodnes.
Na podzim 1898 zahynul Émile Mayade při jedné z prvních smrtelných dopravních nehod ve Francii mimo závodní dráhu. Nehodu způsobil splašený kůn táhnoucí vozík.